# Adam Raga
Adam Raga est un trialiste espagnol, il est né le 6 avril 1982 à Ulldecona (Terres de l'Èbre, province de Tarragone).
Il mesure 1 mètre 80 pour un poids de forme de 73 kg.

## Biographie
C'est un des meilleurs pilotes de moto trial sa génération. À seulement 25 ans, il est déjà 4 fois Champion du Monde de trial indoor (2003 à 2006) et deux fois Champion du Monde de trial outdoor (2005 et 2006).
Adam Raga est également plusieurs fois champion d'Espagne (2004, 2005, 2007, 2008, 2010 et 2020) et sélectionné pour la Coupe des Nations (dominée par la sélection espagnole depuis une dizaine d'années). Avec l'équipe nationale espagnole, il gagne plusieurs fois le titre de champion du monde des nations en indoor et outdoor.
Adam Raga remporte son premier titre mondial outdoor en septembre 2005, détrônant ainsi Takahisa Fujinami.
De septembre 2015 à décembre 2023, il court pour la firme TRRS au côté de Jordi Tarrés (7 fois champion du monde outdoor). Il fait aussi partie du Tarres Trial Team.
Depuis janvier 2024, Adam fait partie de la team trial Sherco Racing Factory au côté du pilote Benoît Bincas (numéro 1 français).
Son style se caractérise par un pilotage très aérien et principalement sur la roue arrière particulièrement efficace en trial indoor.
Depuis 2007, il est détrôné par Toni Bou, jeune prodige de 21 ans à l'époque ; mais déclare qu'il est plus motivé que jamais pour reconquérir sa couronne.
Il aime beaucoup concourir en France, et notamment prendre part aux épreuves de trial urbain comme celui de Carpentras qu'il remporte en 2010,2011,2012 et 2013, ou bien celui de Cahors qu'il se dispute avec les meilleurs mondiaux dont Bou et Fujinami. Il participe aussi régulièrement aux compétitions Openfree comme celle organisée à La Mongie.
Il vit actuellement à Rellinars en Espagne. Il apprécie le carcross, le mountain bike et l'enduro. En TrialGP et en Trial Indoor il porte le numéro 68.

## Palmarès
- 2 fois champion du monde TrialGP : 2005, 2006[1]
- 4 fois champion du monde Indoor : 2003, 2004, 2005, 2006
- 5 fois champion d'Espagne : 2004, 2005, 2007, 2008, 2010
- 2 fois champion d'Espagne indoor : 2004, 2005
- 6 fois champion au trial des Nations en équipe : 2001, 2004, 2017, 2019, 2021, 2022
- 3 fois champion au trial des Nations indoor en équipe : 2003, 2008, 2016
- 1 fois champion d'Europe : 2000